# Lucas Vázquez
Lucas Vázquez Iglesias (phát âm tiếng Tây Ban Nha: ['lukaz 'βaθkeθ i'ɣlesjas]; sinh ngày 1 tháng 7 năm 1991) là một cầu thủ bóng đá chuyên nghiệp người Tây Ban Nha hiện đang thi đấu ở vị trí tiền vệ cánh hoặc hậu vệ phải.

## Sự nghiệp bóng đá

### Real Madrid
Sinh ra ở Curtis, Galicia, Vázquez đến lò đào tạo trẻ của Real Madrid vào năm 2007, khi 16 tuổi. Anh có trận đấu chuyên nghiệp đầu tiên vào mùa giải 2010–11 với đội C và trong mùa giải tiếp theo, anh ghi 4 bàn trong 23 trận giúp đội dự bị trở lại giải hạng Hai sau 5 năm vắng mặt. Bàn thắng đầu của anh đến trong một trận hòa 2–2 trước La Roda CF trên sân nhà.
Vázquez lần đầu xuất hiện ở đội hai vào ngày 17 tháng 8 năm 2012, chơi 6 phút trong một trận thua 1–2 trước Villarreal CF trên sân khách. Anh có bàn thắng chuyên nghiệp đầu tiên vào ngày 15 tháng 10, trong một trận thắng 3–2 thành công trước UD Las Palmas trên sân nhà.

### Espanyol
Ngày 19 tháng 8 năm 2014 Vázquez được cho mượn đến câu lạc bộ La Liga RCD Espanyol, trong một thỏa thuận mùa giải kéo dài. Anh có trận đầu tiên trong giải đấu vào ngày 30 tháng 8, khi vào sân thay cho Salva Sevilla trong hiệp hai trong một trận thua 1–2 trước Sevilla FC trên sân nhà.
Vázquez ghi bàn thắng đầu tiên ở giải đấu chính của bóng đá Tây Ban Nha vào ngày 5 tháng 10 năm 2014, ghi bàn đầu tiên trong một trận thắng 2–0 thành công trước Real Sociedad trên sân nhà. vào ngày 3 tháng 6 năm sau anh đã ký một thỏa thuận lâu dài 4 năm với Pericos, với mức lương 2 triệu €.

### Trở lại Real Madrid
Ngày 30 tháng 6 năm 2015, Real Madrid kích hoạt điều khoản mua lại của họ và Lucas Vázquez được trở lại câu lạc bộ. Anh có trận đấu đầu tiên vào ngày 12 tháng 9 trong một chiến thắng 6–0 trên sân khách trước đội bóng cũ của anh Espanyol, và khởi đầu của anh bắt đầu vào một tuần sau, trong một trận thắng 1–0 trước Granada CF trên sân nhà.
Vázquez ghi bàn thắng đầu tiên trong mùa giải vào ngày 30 tháng 12 năm 2015, thay thế Karim Benzema vào 15 phút cuối trong trận đấu giải trước Real Sociedad và ghi bàn giúp Real Madrid thắng 3–1 ngay tại Santiago Bernabéu.

## Thống kê sự nghiệp

### Câu lạc bộ
Tính đến 9 tháng 7 năm 2025
| Câu lạc bộ          | Mùa giải            | Giải đấu            | Giải đấu | Giải đấu | Copa del Rey | Copa del Rey | Châu Âu | Châu Âu | Khác | Khác | Tổng cộng | Tổng cộng |
| Câu lạc bộ          | Mùa giải            | Hạng đấu            | Trận     | Bàn      | Trận         | Bàn          | Trận    | Bàn     | Trận | Bàn  | Trận      | Bàn       |
| ------------------- | ------------------- | ------------------- | -------- | -------- | ------------ | ------------ | ------- | ------- | ---- | ---- | --------- | --------- |
| Real Madrid C       | 2010–11             | Tercera División    | 14       | 2        | —            | —            | —       | —       | —    | —    | 14        | 2         |
| Real Madrid B       | 2011–12             | Segunda División B  | 23       | 4        | —            | —            | —       | —       | 3    | 0    | 26        | 4         |
| Real Madrid B       | 2012–13             | Segunda División    | 26       | 3        | —            | —            | —       | —       | —    | —    | 26        | 3         |
| Real Madrid B       | 2013–14             | Segunda División    | 40       | 8        | —            | —            | —       | —       | —    | —    | 40        | 8         |
| Real Madrid B       | Tổng cộng           | Tổng cộng           | 89       | 15       | 0            | 0            | 0       | 0       | 3    | 0    | 92        | 15        |
| Espanyol (mượn)     | 2014–15             | La Liga             | 33       | 3        | 6            | 1            | —       | —       | —    | —    | 39        | 4         |
| Real Madrid         | 2015–16             | La Liga             | 25       | 4        | 1            | 0            | 7       | 0       | —    | —    | 33        | 4         |
| Real Madrid         | 2016–17             | La Liga             | 33       | 2        | 4            | 1            | 10      | 1       | 3    | 0    | 50        | 4         |
| Real Madrid         | 2017–18             | La Liga             | 33       | 4        | 5            | 3            | 10      | 1       | 5    | 0    | 53        | 8         |
| Real Madrid         | 2018–19             | La Liga             | 31       | 1        | 7            | 3            | 6       | 1       | 3    | 0    | 47        | 5         |
| Real Madrid         | 2019–20             | La Liga             | 18       | 2        | 1            | 1            | 4       | 0       | —    | —    | 23        | 3         |
| Real Madrid         | 2020–21             | La Liga             | 24       | 2        | 1            | 0            | 8       | 0       | 1    | 0    | 34        | 2         |
| Real Madrid         | 2021–22             | La Liga             | 29       | 3        | 2            | 0            | 8       | 0       | 2    | 0    | 41        | 3         |
| Real Madrid         | 2022–23             | La Liga             | 23       | 4        | 1            | 0            | 5       | 0       | 1    | 0    | 30        | 4         |
| Real Madrid         | 2023–24             | La Liga             | 29       | 3        | 0            | 0            | 9       | 0       | 0    | 0    | 38        | 3         |
| Real Madrid         | 2024–25             | La Liga             | 32       | 1        | 5            | 0            | 10      | 1       | 6    | 0    | 53        | 2         |
| Real Madrid         | Tổng cộng           | Tổng cộng           | 277      | 26       | 27           | 8            | 77      | 4       | 21   | 0    | 402       | 38        |
| Tổng cộng sự nghiệp | Tổng cộng sự nghiệp | Tổng cộng sự nghiệp | 413      | 46       | 33           | 9            | 77      | 4       | 24   | 0    | 547       | 59        |

1. ↑  Số lần ra sân tại Segunda División B play-offs
2. 1 2 3 4 5 6 7 8 9 10  Số lần ra sân tại UEFA Champions League
3. ↑  Một lần ra sân tại UEFA Super Cup, hai lần ra sân tại FIFA Club World Cup
4. ↑  Một lần ra sân tại UEFA Super Cup, hai lần ra sân tại Supercopa de España, hai lần ra sân tại FIFA Club World Cup
5. ↑  Một lần ra sân tại UEFA Super Cup, hai lần ra sân tại FIFA Club World Cup
6. 1 2 3  Số lần ra sân tại Supercopa de España
7. ↑  Hai lần ra sân tại Supercopa de España, một lần ra sân tại UEFA Super Cup, một lần ra sân tại FIFA Intercontinental Cup, hai lần ra sân tại FIFA Club World Cup

### Quốc tế
Tính đến 20 tháng 6 năm 2018
| Đội tuyển quốc gia | Năm       | Trận | Bàn |
| ------------------ | --------- | ---- | --- |
| Tây Ban Nha        | 2016      | 3    | 0   |
| Tây Ban Nha        | 2018      | 6    | 0   |
| Tổng cộng          | Tổng cộng | 9    | 0   |

## Danh hiệu
Real Madrid Castilla[39]
- Segunda División B: 2011–12

Real Madrid
- La Liga: 2016–17, 2019–20, 2021–22, 2023–24
- Copa del Rey: 2022–23
- Supercopa de España: 2017, 2019–20, 2021–22, 2023–24
- UEFA Champions League: 2015–16, 2016–17, 2017–18, 2021–22, 2023–24
- UEFA Super Cup: 2016, 2017, 2022, 2024
- FIFA Club World Cup: 2016, 2017, 2018, 2022
- FIFA Intercontinental Cup: 2024